# Orlando Magic 1992-1993
La stagione NBA 1992-1993 fu la 4ª stagione della storia degli Orlando Magic che si concluse con un record di 41 vittorie e 41 sconfitte nella regular season, il 4º posto nell'Atlantic Division e l'8° complessivo nella Eastern Conference.
La squadra non riuscì a qualificarsi per i playoff del 1993.

## Draft
| Giro | Scelta | Giocatore        | Posizione | Nazionalità | Università/Club |
| ---- | ------ | ---------------- | --------- | ----------- | --------------- |
| 1    | 1      | Shaquille O'Neal | centro    | Stati Uniti | LSU             |

## Regular season
| Squadra            | V  | P  | %    | GB |
| ------------------ | -- | -- | ---- | -- |
| New York Knicks    | 60 | 22 | 73,2 | -  |
| Boston Celtics     | 48 | 34 | 58,5 | 12 |
| New Jersey Nets    | 43 | 39 | 52,4 | 17 |
| Orlando Magic      | 41 | 41 | 50,0 | 19 |
| Miami Heat         | 36 | 46 | 43,9 | 24 |
| Philadelphia 76ers | 26 | 56 | 31,7 | 34 |
| Washington Bullets | 22 | 60 | 26,8 | 38 |

## Play-off
Non qualificata

## Roster
| N° | Naz.                   | Ruolo | Sportivo         | Anno | Alt. | Peso |
| -- | ---------------------- | ----- | ---------------- | ---- | ---- | ---- |
| 2  | Stati Uniti (bandiera) | G     | Steve Kerr       | 1965 | 191  | 79   |
| 3  | Stati Uniti (bandiera) | A     | Dennis Scott     | 1968 | 203  | 104  |
| 4  | Stati Uniti (bandiera) | G     | Scott Skiles     | 1964 | 185  | 82   |
| 5  | Stati Uniti (bandiera) | A     | Donald Royal     | 1966 | 203  | 95   |
| 8  | Stati Uniti (bandiera) | AC    | Brian Williams   | 1969 | 206  | 107  |
| 11 | Stati Uniti (bandiera) | G     | Litterial Green  | 1970 | 185  | 84   |
| 13 | Stati Uniti (bandiera) | G     | Chris Corchiani  | 1968 | 183  | 84   |
| 14 | Stati Uniti (bandiera) | GA    | Anthony Bowie    | 1963 | 198  | 86   |
| 25 | Stati Uniti (bandiera) | GA    | Nick Anderson    | 1968 | 198  | 93   |
| 31 | Stati Uniti (bandiera) | AC    | Jeff Turner      | 1962 | 206  | 104  |
| 32 | Stati Uniti (bandiera) | C     | Shaquille O'Neal | 1972 | 216  | 147  |
| 33 | Stati Uniti (bandiera) | A     | Terry Catledge   | 1963 | 203  | 100  |
| 34 | Stati Uniti (bandiera) | C     | Greg Kite        | 1961 | 211  | 113  |
| 40 | Stati Uniti (bandiera) | AC    | Tom Tolbert      | 1965 | 201  | 107  |
| 42 | Stati Uniti (bandiera) | AC    | Howard Wright    | 1967 | 203  | 100  |
| 43 | Stati Uniti (bandiera) | AC    | Lorenzo Williams | 1969 | 206  | 91   |

## Staff tecnico
- Allenatore: Matt Guokas
- Vice-allenatori: Brian Hill, John Gabriel, George Scholz
- Preparatore atletico: Lenny Currier

### Arrivi/partenze
Mercato e scambi avvenuti durante la stagione:
Arrivi
| N° | Naz.                   | Ruolo | Sportivo         |  | Alt. |  |
| -- | ---------------------- | ----- | ---------------- |  | ---- |  |
| 2  | Stati Uniti (bandiera) | G     | Steve Kerr       |  |      |  |
| 43 | Stati Uniti (bandiera) | AG    | Lorenzo Williams |  |      |  |

Partenze
| N° | Naz.                   | Ruolo | Sportivo         |  | Alt. |  |
| -- | ---------------------- | ----- | ---------------- |  | ---- |  |
| 13 | Stati Uniti (bandiera) | P     | Chris Corchiani  |  |      |  |
| 43 | Stati Uniti (bandiera) | AG    | Lorenzo Williams |  |      |  |

## Premi e onorificenze
- Shaquille O'Neal nominato Rookie of the Year
- Shaquille O'Neal incluso nell'NBA All-Rookie First Team